# 斯普林希爾 (佛羅里達州)
斯普林希爾（英語：Spring Hill）是位於美國佛羅里達州赫爾南多縣的一個人口普查指定地區。

## 地理
斯普林希爾的座標為28°28′44″N 82°32′52″W / 28.47889°N 82.54778°W，而該地最高點為海拔高度41米（即135英尺）。

## 人口
根據2010年美國人口普查的數據，斯普林希爾的面積為161.20平方千米，當中陸地面積為154.90平方千米，而水域面積為6.30平方千米。當地共有人口98621人，而人口密度為每平方千米611人。